# Сасанидски грађански рат (628-632)

Сасанидски грађански рат 628–632. године, познат и као Сасанидски Интеррегнум, био је сукоб који је избио након погубљења сасанидског краља Хозроја II између племића различитих фракција, нарочито партске (Пахлав) фракције, персијске (Парсиг) фракције, и фракције Нимрузи и војсковође Шахрбараза. Брзе промене владара и све већа моћ покрајинских земљопоседника додатно су умањили царство. Током периода од четрнаест година и тринаест узастопних краљева, Сасанидско царство је знатно ослабило, а моћ средишње власти прешла је у руке њених војсковођа, доприносећи његовом паду.

## Позадина
Године 628. Хозроја II су срушиле феудалне породице Ирана, у које су спадали члановио породице Испахбудан спахбед Фарух Хормизд и његова два сина Ростам Фарохзад и Фарухзад. Шхахрбараз из породице Михран, јерменска фракција коју је заступао Варазтиротс II Багаратуни и на крају Канадбак из породице Канарангијан. Дана 25. фебруара, Широје је заједно са својим заповедником Аспадом Гушнаспом заузео Ктесифон и затворио Хозроја II. Потом се прогласио за шаха Сасанидског царства и преузео је династичко име Кавад II. Наставио је са погубљењем све своје браће и полубраће, укључујући наследника Марданшаха, који је био Хозројев најдражи син. Убиством све своје браће, "свих добро образованих, одважних и витешких људи", везао је сасанидску династију за будућег способног владара што је описано као "лудо дивљање" и "несмотрено". Три дана касније наредио је Михру Хормозду да погуби његовог оца Хозроја II. Међутим, након убиства свог оца, Кавад је такође наставио са погубљењима убивши Михра Хормозда.
Због Кавадових поступака, његова владавина се сматра прекретницом у историји Сасанидског царства, а неки научници сматрају да је играо кључну улогу у паду Сасанидског царства. Свргавање и смрт Хозроја кулминирали су хаотичним сасанидским грађанским ратом 628–632. године, при чему су најмоћнији припадници племства стекли потпуну аутономију и почели да успостављају сопствену власт. Такође су настављена непријатељства између персијских (Парсиг) и партских (Пахлав) племићких породица, која су поделила ресурсе државе. Сагласношћу иранских племића, он је тада склопио мир са победничким царем Ираклијем, што је омогућило Византијцима да (поново) стекну све своје изгубљене територије, заробљене војнике, одштету, заједно са Часним крстом и другим реликвијама и моштима који су били изгубљени падом Јерусалима 614.
Кавад је такође узео сва имања Фарухзада и ставио га у притвор у Истахру. У овом периоду Пируз Хозроје је преузео вођство над фракцијом Парсиг, док је члан породице Испахбудан Фарух Хормизд преузео вођство над Пахлав фракцијом. Касније је Кавад II умро од разорне куге, након само неколико месеци владавине 6. септембра 628. Наследио га је осмогодишњи син Ардашир III.

## Рана фаза грађанског рата
За време владавине Ардашира III, Мах Адур Гушнасп је постављен за његовог министра и одлично је управљао царством. Годину дана касније, Шахрбараз је са снагама од 6000 људи, кренуо према Ктесифону и опколио град. Шахрбараз, међутим, није био у стању да освоји град, па је тада склопио савез са Пирузом Хозројем, вођом фракције Парсиг и претходним министром царства за време владавине Ардашировог оца, Кавада II. Склопио је и савез са Намдаром Гушнаспом, спахбедом Нимруза. Шахрбараз је уз помоћ ове две моћне личности заузео Ктесифон и погубио Ардашира III, заједно са самим Мах Адуром, укључујући и друге сасанидске племиће попут Ардабила. Четрдесет дана касније, Шахрбараза је убио Фарух Хормизд, који је потом на престо довео Боран, ћерку Хозроја II. Потом је именовала Фаруха за министра царства.
Борана су свргли Шапур-и Шахрвараз, син сестре Хозроја II Мирхран, и сасанидског узурпатора Шахрбараза. Убрзо након тога, Пируз и његова фракција су га свргли, јер нису признавали његову власт. Пируз је крунисао Азармидохт, Боранину сестру, за владара Ирана.

## Касна фаза грађанског рата
Азармидохт је по савету племића након утамничења Фарухзада наредила његово ослобађање и вративши га на слободу упутила му пози да још једном служи на високој функцији Сасанида. Фарухзад је, међутим, одбио позив и одбио да служи под женом. Потом се повукао у храм ватре у Истахру. Фарух Хормизд, је како би ојачао свој ауторитет и створио модус вивенди између Пахлава и Парсига, замолио Азармидохт (која је била кандидат Парсиг фракције) да се уда за њега. Азармидохт је то, међутим, одбила. Након што је његов предлог одбијен, Фарух Хормизд " се више није склонио са самог трона", изјавивши "Данас сам вођа народа и стуб земље Ирана." Почео је да кује новац на исти начин као и владар, посебно у Истахру у Парсу и Нахаванду у Медији. Да би се обрачунала са Фарухом Хормиздом, Азармидохт се наводно удружила са припадником династије Михранида Сијавахшом, који је био унук Бахрама Чобина, познатог војног заповедника (спахбед) и накратко шаха Иран. Уз Сијавахшову помоћ, Азармидохт је убила Фаруха Хормизда.Син Фаруха Хормизда Ростам Фарохзад, који је у то време био стациониран у Хорасану, наследио га је као вођу Пахлава. Да би се осветио за очеву смрт, кренуо је на Ктесифон, "победивши сваку војску Азармидохт које је срео". Потом је победио Сијавахшове снаге у Ктесифону и заузео град.
Ростам је недуго затим ослепео и на крају убио Азармидохт, а затим је на престо вратио њену сестру Боран. Међутим, следеће године је у Ктесифону избила побуна; док је иранска војска била окупирана другим стварима, Парсиг, је незадовољан Ростамовим управљањем државом као неке врсте регента краљице Боран, позвао на свргавање Боран и повратак истакнутог лика из Парсиг-а Бахмана Џадуја, којег је она претходно отпустила. Боран је убрзо убијена, вероватно дављењем од стране Пируза Хозроја. Тако су настављена непријатељства између двеју фракција. Међутим, недуго након што је и Ростаму и Пирузу Хозроју запретила опасност од њихових сопствених људи, који су постали узнемирени због пада државе. Ростам и Пируз Хозроје су се тако сложили да још једном раде заједно, поставивши унука Хозроја II Јездигерда III на престо, чиме је окончан грађански рат.

## Последица и утицај
Сасанидско царство је било знатно ослабљено када се Јездигерд III попео на престо. Млади краљ није имао ауторитет који је био потребан да пружи стабилност његовом огромном царству, које се брзо распадало због непрекидних унутрашњих сукоба између команданата војске, двора и моћних припадника аристократије, који су се међусобно ратовали бришући једни друге. Многи гувернери царства су прогласили независност и створили своја краљевства. Гувернери провинција Мазун и Јемена већ су истицали своју независност током грађанског рата 628–632, што је резултирало распадом сасанидске владавине на Арабијском полуострву, које се ујединило под заставом ислама. Царство је почело да више личи на Партски феудални систем пре пада Арсацидског царства.
Јездигерд, иако су га фракције Парсиг и Пахлав признале као правог владара, изгледа да није владао читавим својим царством. Заправо, током првих година своје владавине новчићи су ковани само у Парсу, Сакастану и Хузестану, што отприлике одговара регионима југозапада (Ксварваран) и југоистока (Немроз), где је био Парсиг. Пахлав, који се углавном налазио у северном делу царства, одбио је да кује новац за њега. Царство је такође било нападано на свим фронтовима; Турци на истоку и Хазари на западу, који су извршили упаде против Јерменије и Адурбадагана. Сасанидска војска била је веома ослабљена због рата са Византијцима и унутрашњим сукобима. Околности су биле толико хаотичне, а стање нације толико алармантно да су „Персијанци отворено говорили о сталном паду своје империје и видели њене обележје у природним катастрофама“.Кључан ударац Сасанидском царству је међутим дошао недуго пре појаве ислама укидањем тампон државе Лахмида од стране сасанидског шаха, а која је била коришћена за вођење посредничког рата са Византијским царством против њихове тампон државе и савезника Гасанида, и улоге Лахмидске државе у заштити Персије од упада арапских племена. Укидањем лахмидске државе била је укинута последња препрека ка границама персијске државе која је ослабљена ратом била изложена несметаним упадима са Арабијског полуострва. Царство је дошло до краја током борбе против Арапа током арапске инвазије на Иран, при чему је Јездигерд убијен 651. године, вероватно на подстрека његових сопствених поданика.